# Singles 2001 – 2006
«Singles 2001 – 2006» es un álbum recopilatorio del grupo musical chileno Los Bunkers, que se lanzó durante octubre de 2007
El disco fue planificado por iniciativa de su antigua casa disquera, Sony/BMG, aunque incluye los sencillos editados mientras estaban en el sello Feria Music/La Oreja y Big Sur Records. La aparición del álbum supuso la postergación de la fecha de aparición del sucesor del exitoso Vida de Perros, que el grupo entró a grabar en julio de 2007.
El disco suma los 17 singles editados durante toda su carrera, además de un DVD con los videoclips de la etapa con Sony/BMG, excepto "Última Canción". En total, son siete videoclips de los álbumes Canción de lejos y La culpa, y se incluye una "Memoria Gráfica" que muestra en un clip parte de la historia gráfica de la banda, imágenes de artes, carátulas, afiches y las carátulas de sencillos.
La carátula del álbum fue diseñada por Carlos Cárdenas, responsable de las portadas de todos los álbumes del grupo desde Canción de Lejos hasta Barrio Estación.

## Lista de canciones
La siguiente es la lista de canciones que forman parte del álbum. 
- Todos los temas escritos por Francisco Durán y Mauricio Durán excepto donde se indique.
- Voz solista: Álvaro López excepto donde se indique.

| N.º | Título                                                                             | Álbum original                | Duración |  |
| 1.  | «No me hables de sufrir»                                                           | La Culpa (2003)               | 3:50     |  |
| 2.  | «Llueve sobre la ciudad» (Voz solista: Francisco Durán)                            | Vida de perros (2005)         | 3:57     |  |
| 3.  | «Entre mis brazos»                                                                 | Los Bunkers (2001)            | 5:04     |  |
| 4.  | «Las cosas que cambié y dejé por ti» (Voz solista: Francisco Durán)                | Canción de lejos (2002)       | 3:16     |  |
| 5.  | «Cura de espanto»                                                                  | La Culpa (2003)               | 2:23     |  |
| 6.  | «Canción para mañana» (Voz solista: Álvaro López, Francisco Durán, Mauricio Durán) | La Culpa (2003)               | 3:15     |  |
| 7.  | «Canción de lejos»                                                                 | Canción de lejos (2002)       | 4:10     |  |
| 8.  | «Ven aquí»                                                                         | Vida de perros (2005)         | 3:38     |  |
| 9.  | «Fantasías animadas de ayer y hoy»                                                 | Los Bunkers (2001)            | 2:09     |  |
| 10. | «Y volveré»                                                                        | Vida de perros (2005) [bonus] | 4:39     |  |
| 11. | «Miéntele»                                                                         | Vida de perros (2005)         | 3:58     |  |
| 12. | «Pobre corazón»                                                                    | Canción de lejos (2002)       | 4:01     |  |
| 13. | «La exiliada del sur» (Voz solista: Álvaro López, Francisco Durán, Mauricio Durán) | La Culpa (2003)               | 4:15     |  |
| 14. | «Ahora que no estás» (Voz solista: Francisco Durán)                                | Vida de perros (2005)         | 5:52     |  |
| 15. | «Yo sembré mis penas de amor en tu jardín»                                         | Los Bunkers (2001)            | 2:50     |  |
| 16. | «Miño»                                                                             | Canción de lejos (2002)       | 4:05     |  |
| 17. | «El detenido»                                                                      | Los Bunkers (2001)            | 5:13     |  |